# Wohlenschwil
Wohlenschwil est une commune suisse du canton d'Argovie, située dans le district de Baden.

Photo aérienne (1964).

## Personnalités
- Marcel Strebel, leader politique.